# Jonas M. Lüthy
Jonas M. Lüthy o Luethy (1953) es un botánico suizo; especializado en la taxonomía de la familia Cactaceae, con énfasis en los géneros Escobaria, Rapicactus, Turbinicarpus, Mammillaria, entre otros. Ha trabajado en la taxonomía de especies mexicanas.

## Algunas publicaciones
- maurizio Sajeva, h. noel McGough, lucy Garrett, giulia Sajeva, jonas Lüthy, maurice tse-Laurence, catherine Rutherford. 2013. CITES and Cacti: A User's Guide (Cites User's Guide). Ed. Royal Botanic Gardens, Kew 220 pp. ISBN 184246485X ISBN 978-1842464854

- jonas m. Lüthy. 2008. Relations across the Rio Bravo. Cactus and Succulent Journal 80 (3): 146-148 doi: 10.2985/0007-9367(2008)80[146:RATRB]2.0.CO;2

- -------------------. 2006. The Aloes and Euphorbias of CITES Appendix I & the Genus 'Pachypodium'. CITES Identification manual : CITES Succulents. E. Federal veterinary office, 	162 pp.

- -------------------, ursula Moser. 2001. The Cacti of CITES Appendix I. CITES identification manual. Convention on International Trade in Endangered Species of Wild Fauna and Flora. Ilustró Urs Woy. Ed. Federal Veterinary Office, CITES Management Authority of Switzerland, 234 pp. ISBN 3908707005, ISBN 9783908707004

- -------------------. 1995. Taxonomische Untersuchung der Gattung Mammillaria Haw. (Cactaceae). Verlag Arbeitskreis für Mammillarienfreunde (AfM) 230 pp.

- La abreviatura «Lüthy» se emplea para indicar a Jonas M. Lüthy como autoridad en la descripción y clasificación científica de los vegetales.[6]